# Sakuhei Fujiwhara
Pour les articles homonymes, voir Fujiwara (homonymie).
Sakuhei Fujiwara (ou Fujiwhara) (藤原 咲平, Fujiwara Sakuhei), né le 29 octobre 1884 à Suwa et mort le 22 septembre 1950, est un météorologue japonais surtout connu pour son travail sur les tourbillons, dont l'effet Fujiwara. Le romancier Jirō Nitta est son neveu et le mathématicien Masahiko Fujiwara son petit-neveu.

## Biographie
Né dans la ville de Suwa, préfecture de Nagano, Fujiwara a fait ses études primaires dans la même classe que le futur général de l'armée, Tetsuzan Nagata. Il était également ami avec Shigeo Iwanami qui allait fonder plus tard la maison d'édition Iwanami Shoten. Il a rejoint l'Observatoire météorologique central (l'Agence météorologique du Japon actuelle) en 1909 après avoir terminé des études de premier cycle en physique théorique à l'Université impériale de Tokyo (actuelle Université de Tokyo).
Fujiwara a obtenu son doctorat en 1915 grâce à ses travaux de recherche sur la propagation anormale des ondes sonores, et a gagné le Prix de l'Académie des sciences du Japon en 1920 en reconnaissance de ses recherches. Il a voyagé en Norvège la même année pour étudier la météorologie sous Wilhelm Bjerknes. Il fut fasciné dès sa jeunesse par les tourbillons se formant dans les cours d'eau et développa cet intérêt durant ce séjour. Il fut alors le premier à décrire comment deux vortex, lorsqu'ils se rapprochaient, tournaient autour d'un point central, comme des planètes en orbite, pour tomber l'un vers l'autre s'ils se rapprochaient trop. Son travail fut bien reçu, mais ce n'est que bien plus tard qu'il l'appliqua à grande échelle plus grande aux cyclones tropicaux et découvrit l'effet Fujiwara correspondant,.
Il rejoint l'Institution centrale de formation des météorologues (actuel Collège météorologique du Japon) en tant que directeur général après son retour au Japon en 1922, et commença sa carrière comme professeur à l'Université impériale de Tokyo en 1924. Il fit une étude détaillée de la propagation du feu lors du séisme de Kantō de 1923, ce dernier aidé par des vents très forts provenant d'un typhon passant au même moment. En 1941, Fujiwhara succéda à Takematsu Okada comme cinquième directeur de l'Agence météorologique du Japon.
Sakuhei Fujiwara a participé au développement du Projet Fugo pendant la guerre du Pacifique, une campagne de bombardement des côtes nord-américaines lancée par le Japon durant la Seconde Guerre mondiale par ballons à gaz sans équipage. Après le conflit, il fut renvoyé de la direction de l'agence météorologique et prit sa retraite peu de temps après à la campagne pour se concentrer sur l'écriture, l'éducation de la future génération de météorologues et la recherche sur les phénomènes météorologiques tels que les tourbillons, les nuages et l'optique atmosphérique,. Il a également dirigé l'étude des planeurs au Japon et est devenu membre de l'Académie japonaise des sciences en 1937.